# غايوس كاسيوس لونغينوس

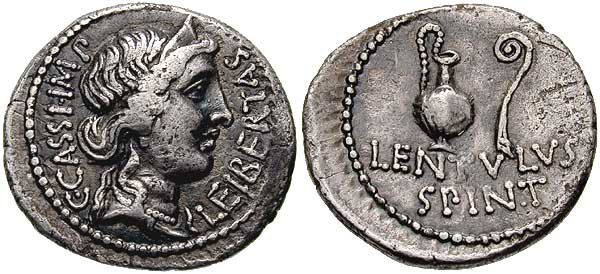
ديناريوس (42 ق.م) أصدره كاسيوس ولينتولوس سبينثر، مصورًا الرأس المتوجة لليبرتاس والظهر إبريق للأضاحي وليتوس. من مصنع صك العملة العسكري لسميرنا

غايوس كاسيوس لونغينوس (باللاتينية: Gaius Cassius Longinus) وُلد 3 أكتوبر قبل 85 ق.م وتوفي 3 أكتوبر 42 ق.م، وكان عضوًا بمجلس الشيوخ الروماني، وهو العقل المدبر لعملية اغتيال يوليوس قيصر، وكان صِهر ماركوس يونيوس بروتس. وقاد القوات أثناء معركة فيليبي ضد القوات المتحدة لماركوس أنطونيوس و‌أوكتافيوس - مناصري يوليوس قيصر - وقد انتحر كاسيوس وبروتس بعد المعركة.

## وصلات متعلقة
- تدوينة عن اغتيال يوليوس قيصر التي شارك فيها غايوس كاسيوس وعبارة يوليوس الشهيرة